# De Valksche Bijenhof
De Valksche Bijenhof is een professionele imkerij in Lunteren. Ze werd in 2006 opgericht door Gerard van de Braak. Als hobbist met aanvankelijk zes bijenvolken kwam hij tot een beroepsimkerij. Anno 2022 heeft het bedrijf zes vaste en parttime-medewerkers in dienst. Er wordt gewerkt met zo'n 300 bijenvolken in de winter; in de zomermaanden kan dit oplopen tot zo'n 500 volken. 

## Werkzaamheden
Commerciële doelen van de imkerij met honingbijen zijn:
- Bestuiven bij telers van fruit en zaad
- Oogsten/verkoop van Nederlandse honing als heidehoning, Biesbosch honing, lindehoning, streekhoning en raathoning
- Het kweken van nieuwe bijenvolken voor de verkoop aan hobby-imkers
- Koninginnen telen van speciale rassen bijen (Met name Buckfast)

## Bekendheid

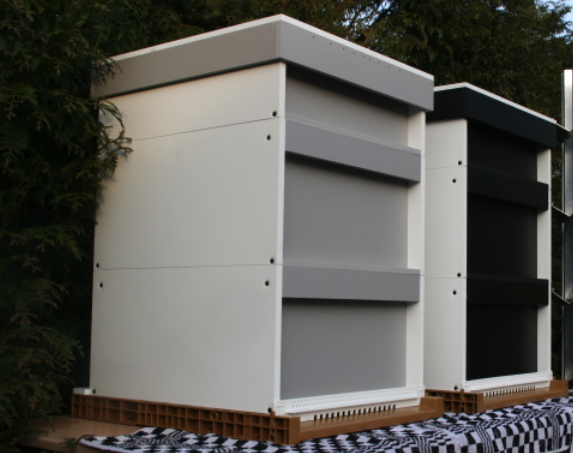
Een kunststof bijenkast

Doordat er in Nederland slechts weinig beroepsimkers zijn, is De Valksche Bijenhof onder de ca. 10.000 hobby-imkers een begrip. Ze kopen er bijvoorbeeld nieuwe bijenvolken nadat ze te maken gehad hebben met bijensterfte.
De bijensterfte maakte dat De Valksche Bijenhof regelmatig aandacht kreeg in de media. Zo werkte ze mee aan opnames voor het televisieprogramma Nederland van boven en wordt ze genoemd in vakbladen als Boerderij. Ook heeft pesticidenfabrikant Bayer met oog op de bijensterfte een 'Bijenkoerier' uitgegeven waarin De Valksche Bijenhof aandacht krijgt.
In het jaar 2013 heeft het bedrijf een eigen type bijenkast in gebruik genomen en ook op de markt gebracht. Deze worden aangeprezen als hygiënisch en duurzaam.